# Bale kulkul

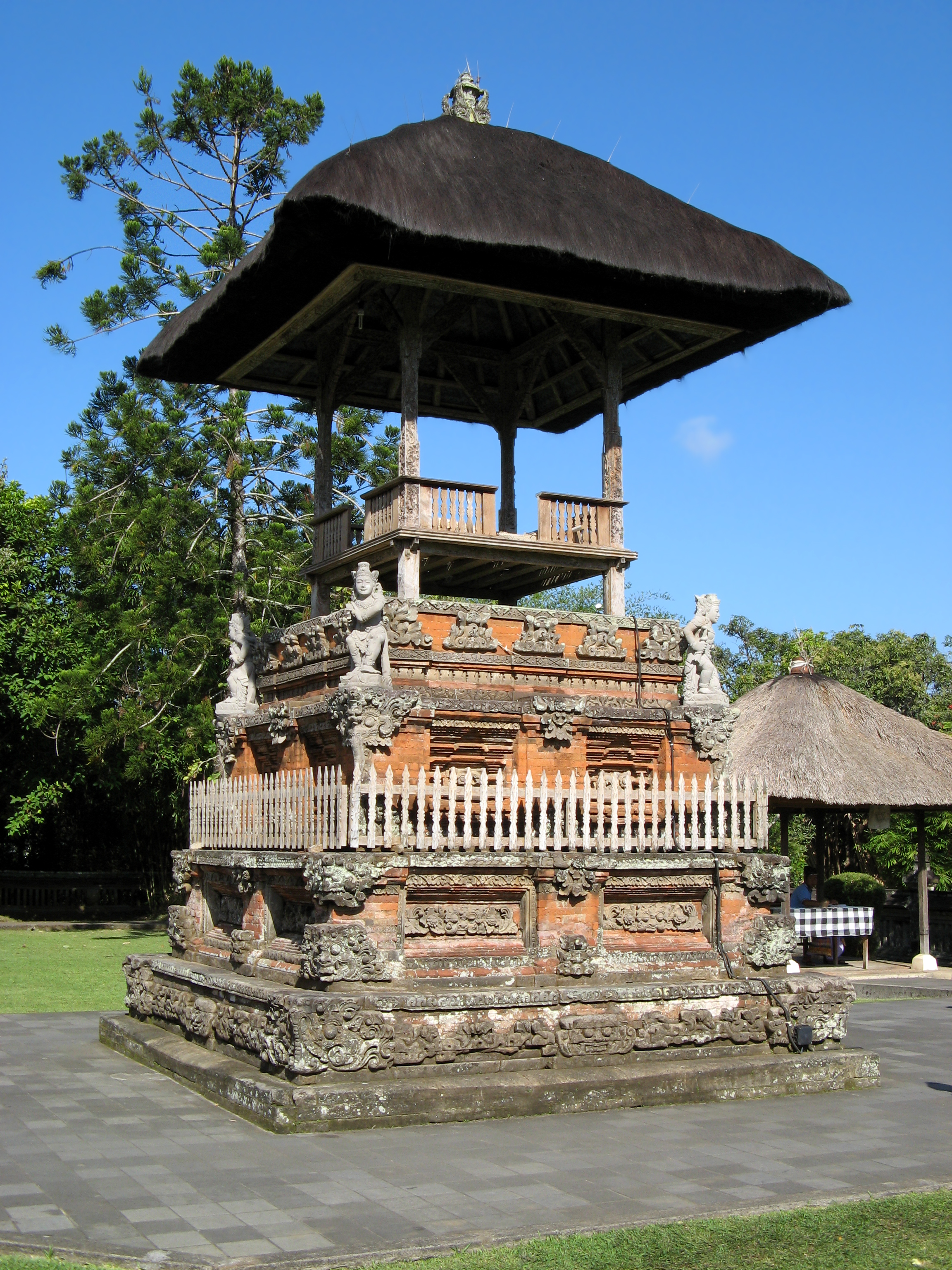
Bale kulkul en Pura Taman Ayun, subdistrito de Mengwi, Bali.

El Bale kulkul  o bale kul-kul  (en indonesio: Bale kulkul) es un pabellón balinés donde se coloca un tambor de hendidura (balinés kulkul). Es esencialmente una torre de tambor o una torre de vigilancia. Un bale kulkul puede tener una función cívica, como los utilizados en las aldeas como medio de comunicación; o religiosa, como parte integrante de la arquitectura de los puras. 

## Estructura
El bale kulkul es una estructura similar a una torre de vigilancia. Consta de una base coronada por una estructura de madera donde se cuelga el kulkul. Un tejadillo da cobijo al kulkul. El kulkul en sí es básicamente un tambor de hendidura: un dispositivo de percusión que consiste en una pieza hueca de madera con una hendidura en un lado, un dispositivo común en el Sudeste Asiático. Diferentes ritmos indican el motivo concreto de la convocatoria, por ejemplo, una reunión de los jefes de familia en el bale agung  (‘gran pabellón’, un pabellón para la congregación), una boda, la muerte de una persona, etc. Antiguamente, el kulkul también sonaba como llamada a las armas. Su diseño varía en función de la riqueza del constructor.

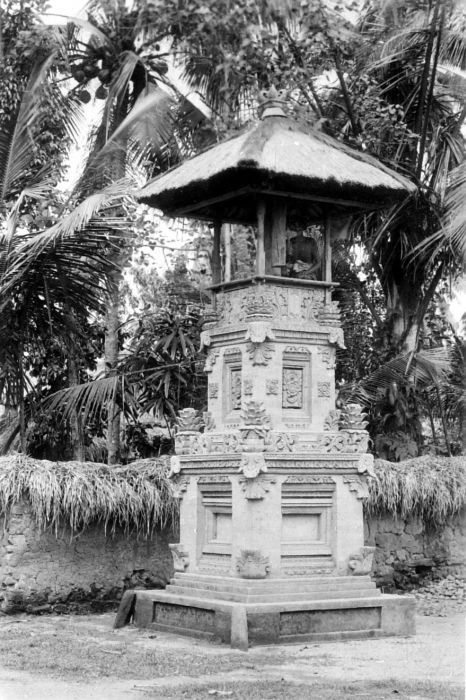
Un simple bale kulkul.

Hay muchos tipos. Uno utilizado para funciones cívicas suele encontrarse en los pueblos balineses (banjar). El kulkul de este tipo se conoce como Kulkul Manusia («kulkul de humano»). El Kulkul Manusia puede construirse con cualquier tipo de madera, normalmente madera de teca o madera de yaca. En su construcción más sencilla, consiste en un zócalo-base de tierra endurecida, rematado con una estructura de madera que proporciona la altura, coronada con un pabellón donde se guarda el kulkul. En una aldea se construye en una zona estratégica donde se puede convocar a los aldeanos.
En los templos balineses, el bale kulkul suele encontrarse sobre una esquina de la pared. Suele estar construido con mampostería y muy decorado con figuras míticas. La base de un templo bale kulkul alcanza una altura considerable, y se divide en tres niveles de abajo a arriba: tepas, batur y sari . El nivel tepas representa el reino del inframundo bhur (sánscrito bhurloka) y está decorado con figuras de criaturas gigantes. El nivel batur representa el reino de los humanos bhuwah (sánscrito bhuvarloka ) y está decorado con animales. El nivel sari representa el reino de los dioses swah (sánscrito svarloka) y está decorado con aves y otras figuras celestiales. En la parte superior del nivel swah se encuentra el pabellón de madera donde se guarda el kulkul. Un gran kulkul de madera en el subdistrito de Mengwi está construido con ladrillo de color ocre con ornamentación de piedra paras y decorado con figuras míticas como la cabeza de Bhoma, diosas celestiales y efigies parecidas a leones. Hay dos tipos de kulkul el bale kulkul del templo, el Kulkul Dewa (‘kulkul de los dioses’) y el Kulkul Bhuta (‘kulkul de los bhutas’). El Kulkul Dewa siempre está hecho de madera de árbol de yaca y se golpea a un ritmo muy lento para llamar a los dioses. El kulkul bhuta está hecho de bambú y se golpea para invocar a los Bhuta kala (demonios).
El pabellón donde se cuelga el kulkul suele ser una estructura de madera de cuatro postes rematada con un tejado piramidal. El kulkul de yaca de templo más grande tiene el tejado de su pabellón sostenido por ocho postes, que soportan dos capas de tejado. La estructura suele ser de madera. El tejado puede ser de paja o de tejas de arcilla. La parte superior del tejado puede estar decorada con un fastigio (kemuncak).

## Historia y evolución

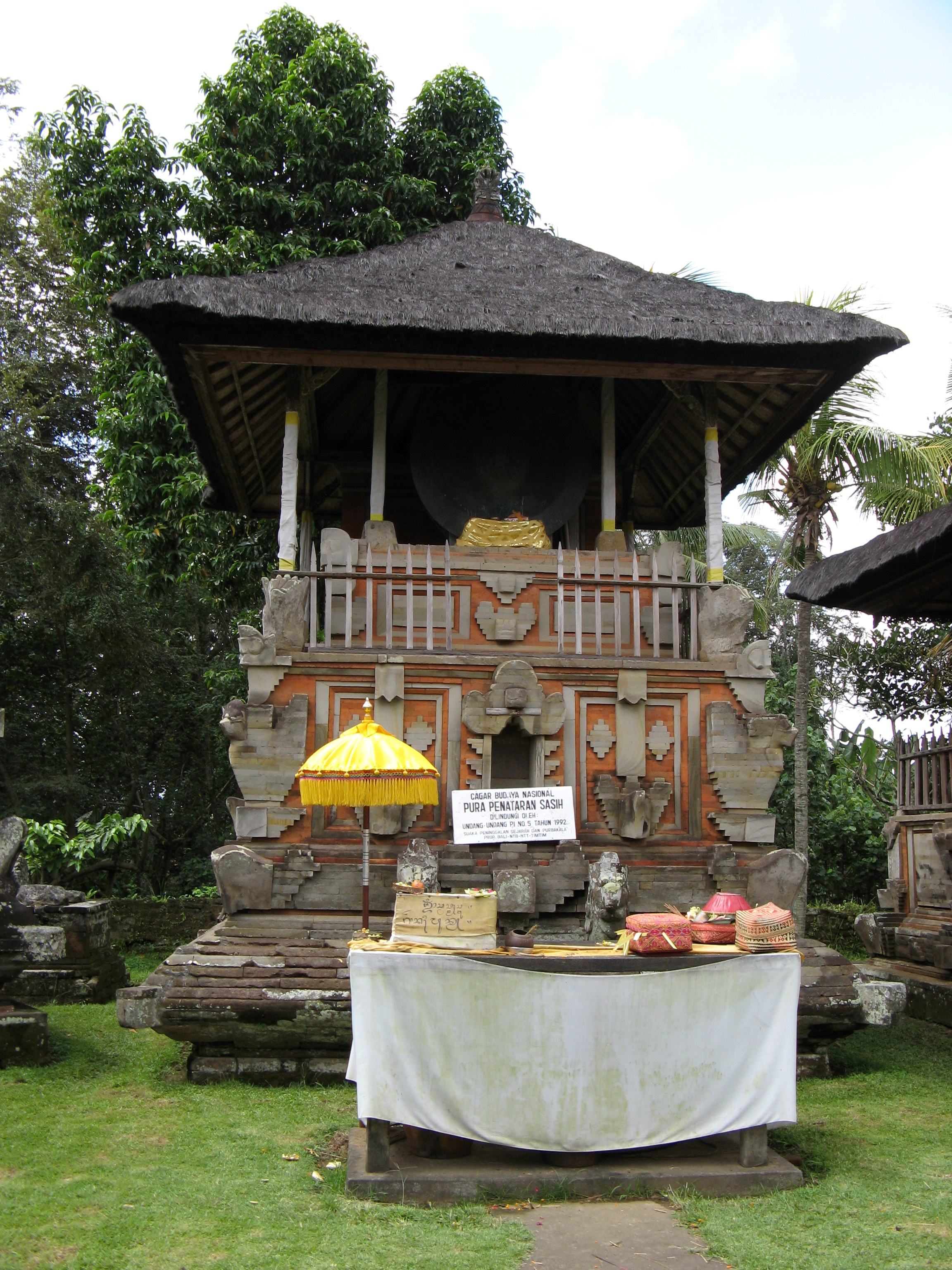
Bale kulkul de Pura Penataran Sasih en el pueblo de Pejeng, Bali.

El bale kulkul es un antiguo elemento arquitectónico de Indonesia, anterior a la llegada del hinduismo a Indonesia. Un bale kulkul en Pura Penataran Sasih en la aldea de Pejeng contiene un tambor de bronce de aproximadamente 2000 años de antigüedad, la Luna de Pejeng es el tipo de tambor más grande y completo del mundo, conocido como los tambores tipo Pejeng, que se han encontrado en Bali y Java. Esto sugiere que estas torres se mantuvieron vivas durante todo el periodo hindú-budista y persistieron en la era islámica de la civilización indonesia.
Con la llegada del Islam a Indonesia, en la Java del siglo XV se seguía utilizando una estructura parecida a un bale kulkul como señal para congregar a los aldeanos, pero esta vez como llamada a la oración. La mezquita Menara Kudus de la ciudad de Kudus, Java Central contiene una estructura similar a un bale kulkul que se utiliza como medio para llamar a la oración. A diferencia del minarete de Oriente Medio, el «alminar» de esta mezquita está rematado por un tambor llamado bedug.
En la época moderna, la forma estructural de bale kulkul se utiliza para diferentes funciones, como puesto de seguridad. La sala del generador, el hueco del ascensor, el garaje, la torre de agua y el almacén pueden imitar el bale kulkul tradicional.